# Sinfonía en re mayor, KV 135+61h (Mozart)

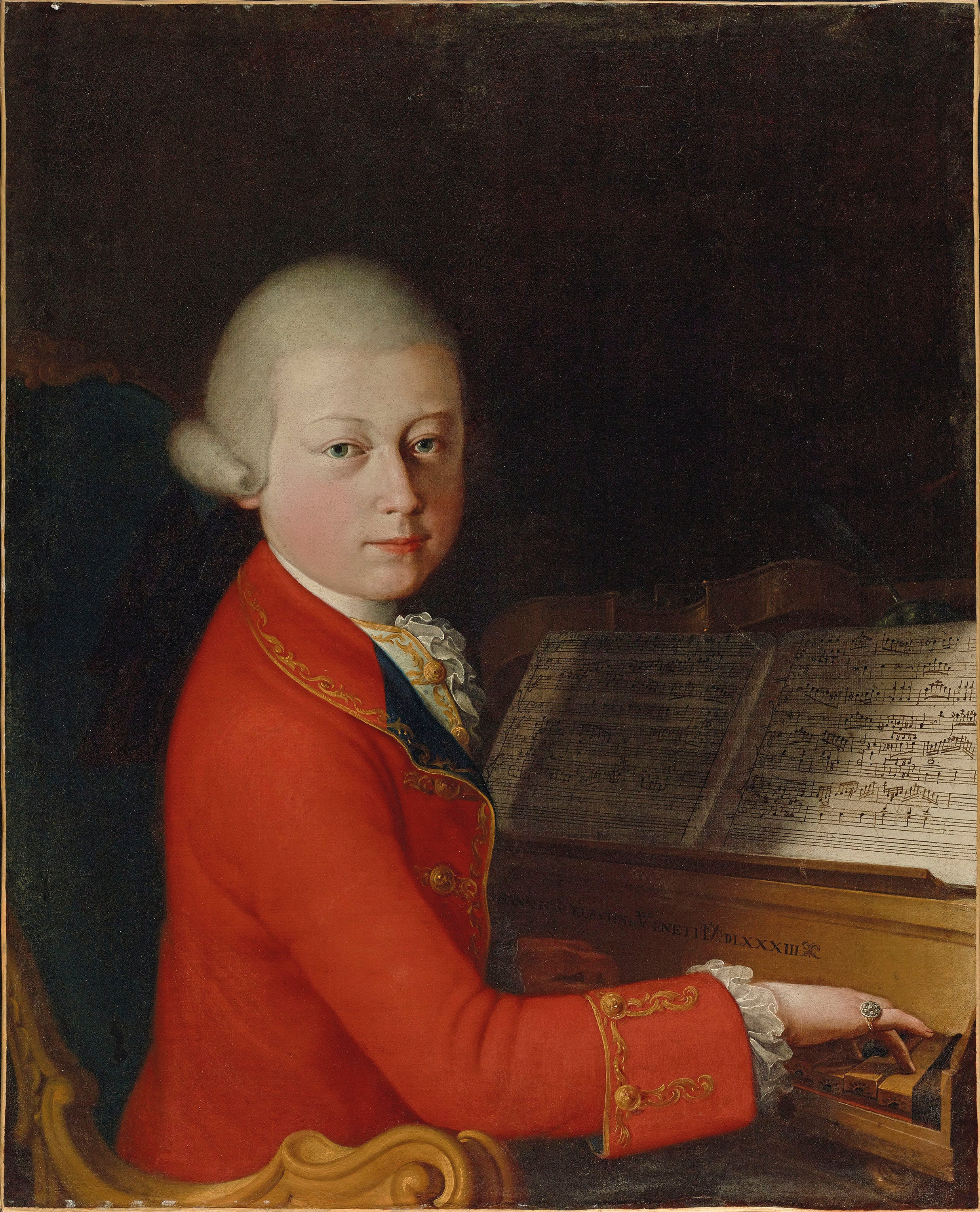
Mozart en 1770.

La Sinfonía en re mayor, K. 135+61h probablemente fue compuesta por Wolfgang Amadeus Mozart en 1772. Los dos primeros movimientos proceden de la obertura de la ópera Lucio Silla, K. 135, y el último movimiento, el Minueto K. 61h n.º 3, fue compuesto aparte.

## Historia
La sinfonía fue descubierta por Ernst Hintermaier en 1991. Los fragmentos que halló fueron copiados por Matthias Kracher, quien estaba muy vinculado a Michael Haydn, aunque probablemente no tuvo contacto directo con la familia Mozart. Hintermaier pensó que Kracher no había expandido la obertura en tres movimientos de Lucio Silla con un minueto, sino que había copiado los cuatro movimientos de una serie de partes o de la partitura la sinfonía completa en cuatro movimientos. Los tres movimientos de la obertura que aparecen en la copia de Kracher son casi idénticos a los del autógrafo de Mozart, pero el minueto se diferencia bastante de la copia del K. 61h elaborada por Johann Nepomuk Rainsprechter y otro copista no identificado de Salzburgo. Hintermaier afirmó asimismo que la sinfonía en cuatro movimientos era de Mozart, quien la habría escrito después de regresar de Milán en marzo de 1773, y que esta sinfonía en cuatro movimientos no había sido reducida a tres movimientos para la obertura de Lucio Silla, así como que la sinfonía en cuatro movimientos debió de ser publicada en algún volumen de la Neue Mozart-Ausgabe.
Los seis minuetos K. 61h son de autoría dudosa. Fueron descubiertos por Friedrich Frischenschlager en varias copias de danzas orquestales de Mozart, ubicadas en los archivos musicales de la Archiabadía de San Pedro en Salzburgo, a principios del siglo XX; los minuetos fueron publicados en el Mozart Jahrbuch de 1923. Esta copia atribuye los minuetos a Wolfgang y Frischenschlager acepta esta atribución incluso a pesar de que las dinámicas no siguieran el estilo de Mozart, datándolos entre 1768 y 1772.
Alfred Einstein estableció en su edición del catálogo Köchel que los minuetos habrían sido compuestos en Salzburgo en 1769. Por su parte, Rudolf Elvers los fechó entre 1771 y 1772, en la Neue Mozart-Ausgabe de 1961. La sexta edición del catálogo Köchel repite la datación de Einstein.
Wolfgang Plath expresó sus dudas acerca de la autenticidad del K. 61h en el Mozart Jahrbuch de 1971-1972, en tanto que otros minuetos originalmente atribuidos a Mozart durante este tiempo fueron compuesto realmente por Michael Haydn. Plath pensó que el K. 61h debía formar parte de los dieciocho minuetos de Michael Haydn de los que Wolfgang le dijo a su hermana que podría arreglarlos para piano. En el Mozart Jahrbuch de 1995 Andrea Lindmayr-Brandl estableció que la autenticidad del K. 61h era dudosa, pero empleó los hallazgos de Hintermaier sobre la sinfonía «Lucio Silla» para afirmar que la autoría de Mozart era «al menos probable», datando la serie en circa 1772.
Rainsprechter estaba vinculado a Michael Haydn y pudo haber insertado un minueto de Michael Haydn en la obertura para hacer una sinfonía; puesto que Mozart hizo copias de los minuetos de Michael Haydn, podría haberse pensado que el movimiento era original de Mozart. Por otra parte, Rainsprechter fue discípulo de Leopold Mozart y pudo haber obtenido esta sinfonía de él; de haber sido así, esta sinfonía sería muy probablemente auténtica.

## Instrumentación
La partitura está escrita para una orquesta formada por:
- Viento madera: 2 oboes y 1 [fagot].
- Viento metal: 2 trompas en re y 2 trompetas en re.
- Percusión: timbales en re y la.
- Teclado: [clavecín].
- Cuerda: una sección de cuerdas con 2 violines (primero y segundo), viola, violonchelo y contrabajo.

En las orquestas de aquella época era una práctica común emplear el fagot y el clavecín, si estaban presentes en la orquesta, para reforzar la línea del bajo doblando a los violonchelos y los contrabajos o bien como continuo, incluso sin notación separada.